# George Tabori
George Tabori (n. 24 mai 1914, Budapesta, Austro-Ungaria – d. 23 iulie 2007, Berlin, Germania) a fost un dramaturg și regizor de teatru, cetățean britanic de origine evreiască maghiară. În ultimii săi ani a activat în Berlin.
Era al doilea fiu al jurnalistului, scriitorului și istoricului amator Cornelius Tabori (1879-1944). După examenul de bacalaureat, în 1932, George Tabori a plecat la Berlin, unde a început să învețe meseria de hotelier, la hotelul Adlon, apoi în orașul Dresda, la hotelul Hessler. S-a văzut nevoit să părăsească Germania în 1933, din cauza originii sale evreiești, întrucât naziștii acaparaseră puterea la finele lui ianuarie în același an.

## Exilul britanic
În anii următori, a dus viață de emigrant în Viena, Praga și Londra (unde i se afla fratele, mai vârstnic, Paul). A activat ca jurnalist și traducător. Între 1939 și 1941 a fost corespondent de presă în Sofia și Istanbul.
În 1941 a primit cetățenia britanică. Până în 1943 a activat în calitate de corespondent de război, dar și ca ofițer al serviciului de informații al armatei britanice. A avut numele conspirativ Turner. Tabori nu a reușit să-și convingă părinții să emigreze. Tatăl său a murit în 1944 la Auschwitz. Mama sa, Elsa, a scăpat de deportare într-o împrejurare norocoasă. Tabori a lucrat până în 1947 ca traducător pentru BBC în Londra. În 1945 a terminat primul său roman, Beneath the stone (Sub piatră).

## Exilul american
În 1947 a plecat în Statele Unite cu intenția să rămână cel mult câteva luni. A rămas douazeci de ani. A fost scenarist și dramaturg la Hollywood, unde a întreținut legătura cu scriitori și alți oameni de cultură germani exilați, ca Bertolt Brecht, Thomas Mann, Lion Feuchtwanger etc. Tot la Hollywood a scris scenarii pentru Alfred Hitchcock, Joseph Losey și Anatole Litvak. În 1952, în era McCarthy, Tabori a figurat pe "lista neagră" a numelor persoanelor bănuite și acuzate de "activități neamericane". La aceasta s-a ajuns în urma unei depoziții făcute de prietenul său, regizorul Elia Kazan, cu care nu a mai vorbit apoi timp de cinci ani.
Tabori a tradus din operele scriitorilor Bertolt Brecht și Max Frisch. Debutul lui ca regizor a avut loc în 1955.

## Exilul german
Reîntoarcerea sa în Europa a avut loc în 1969. În 1971 s-a mutat în Republica Federală Germania. În 1975 a fondat "Bremer Theaterlabor" (Laboratorul de teatru din Bremen), pe care l-a condus până în 1978, când s-a mutat la München. Aici a organizat spectacole importante, cu piese de Beckett (Așteptându-l pe Godot), Euripide (Medeea, sub titlul M). Prima sa operă a înscenat-o în 1986 la Opera din Viena (Paiațe de Leoncavallo). Punctul culminant al carierei l-a reprezentat activitatea la Burgtheater din Viena, sub conducerea lui Claus Peymann.

## Principalele piese de teatru
Die Kannibalen (1969) (Canibalii)
Sigmunds Freude (1975) (Bucuria lui Sigmund; aluzie la numele psihanalistului Sigmund Freud)
Talk Show (1976)
Mutters Courage (1979) (Curajul mamei; în memoria mamei sale; aluzie la piesa ''Mutter Courage'' de Bertolt Brecht)
Jubiläum (1983) (Jubileu)
Peepshow (1984)
Schuldig geboren (1987) (Născut vinovat)
Mein Kampf (1987) (Lupta mea)
Weisman und Rotgesicht (1990) (totodată "Față albă și față roșie")
Der Babylon-Blues (1991)
Goldberg-Variationen (1991)
Requiem für einen Spion (1993) (Recviem pentru un spion)
Die 25. Stunde (1994) (A douăzecișicincea oră)
Die Massenmörderin und ihre Freunde (1995) (Ucigașa în masă și prietenii ei)
Die Ballade vom Wiener Schnitzel (1996) (Balada șnițelului vienez)
Letzte Nacht im September (1997) (Ultima noapte din septembrie)
Die Brecht-Akte (1999) (Dosarele Brecht)
Gesegnete Mahlzeit (2007) (Prânz binecuvântat)

## Filmografie
Crisis - regia: Richard Brooks, 1950 (senariu)
Thunder in the East – regia: Charles Vidor, 1953 (scenariu)
I Confess – regia: Alfred Hitchcock, 1955 (scenariu)
The Journey – regia: Anatole Litvak, 1959 (scenariu)
Secret Ceremony – regia: Joseph Losey, 1968 (scenariu)
Tabori in Auschwitz, film documentar, 1994, 27 minute, cu George Tabori (participare la scenariu si regie), televiziunea publică austriacă, ORF

## Distincții (parțial)
1981 Crucea pentru merit, Germania
1992 Premiul "Georg Büchner" (pentru teatru)
1994 Crucea pentru merit clasa I a ordinului pentru merit, Germania
1995 Medalia de aur de onoare a orașului Viena
2006 Marea insigna de aur pentru merite in beneficiul Republicii Austria